# Литванска Социјалистичка Совјетска Република
Литванска Совјетска Социјалистичка Република (рус. Литовская Советская Социалистическая Республика; литв. Lietuvos Tarybų Socialistinė Respublika) била је краткотрајна совјетска република формирана 1918. године. Постојала је до уједињења са ССР Белорусијом 1919. у Литванско-Белоруску ССР, која је расформирана исте године.

## Историјат
Након што је Немачка поражена у Првом светском рату и постписала примирје 11. новембра 1918. године, њене снаге су се повукле са источних територија, које су јој припале Брест-литовским миром. Совјетска Русија је прогласила Брест-литовски мир ништавним и убрзо су снаге Црвене армије упоставиле власт на упражњеним подручјима.
С циљем да прошире светску проелтерску револуцију, Црвеноармејци су наставили гибање на запад и до децембра 1918. стигли у Литванију. Дана 8. децембра, литвански комунисти су прогласили привремену владу на челу с Винцасом Мицкевичијусом-Капсукасом, а 16. децембра проглашена је Литванска ССР. Капсукас се годинама борио против сепаратизма, литванске независности и социјалпатриотизма, па заговарао је присаједињење Совјетској Русији. Црвена армија је постепено напредовала и 5. јануара 1919. године заузела главни град Вилњус. Комунисти су до тада контролисали две трећине Литваније.
Између 8. и 15. фебруара 1919, литванска и немачка паравојска зауставила је напредовање Црвене армије. До краја фебруара, Немци су покренули офанзиву у Литванији и северној Летонији. Како би оснажили одбрану, Совјети су одлучили да од Литванске ССР и ССР Белорусије формирају јачу државну заједницу, Литванско-Белоруску ССР. Међутим, ово се показало безуспешним потезом због све већег надирања пољске војске током Пољско-совјетског рата. Совјети су поновно 1920. године покушали да обнове совјетску државу у Литванији, али су се након пораза код Варшаве повукли и признали њену независност.